# Sự kiện Lakenheath–Bentwaters
Sự kiện Lakenheath–Bentwaters là một loạt vụ tiếp xúc UFO bằng radar và hình ảnh tại những căn cứ không quân ở miền đông nước Anh vào đêm ngày 13–14 tháng 8 năm 1956, liên quan đến nhóm nhân viên từ Không quân Hoàng gia Anh (RAF) và Không quân Mỹ (USAF). Sự kiện kể từ đó đã gây tiếng vang trong tài liệu UFO học và truyền thông đại chúng.
Báo cáo cuối cùng của Ủy ban Condon kết luận rằng UFO đơn giản chỉ là nhầm lẫn các hiện tượng tự nhiên hoặc máy bay, đã đưa ra một quan điểm bất thường về trường hợp này: "Tóm lại, dù chắc chắn không thể loại trừ các giải thích thông thường hoặc tự nhiên, nhưng khả năng xảy ra như vậy có vẻ thấp trong trường hợp này và xác suất có ít nhất một UFO thực sự liên quan đến vụ việc là khá cao". Tuy vậy, người ta cũng lập luận rằng biến cố này có thể được giải thích là do phản hồi radar sai và nhìn nhầm các hiện tượng thiên văn.

## Diễn biến
Chuỗi sự kiện thường được trích dẫn do USAF ghi lại trong tập hồ sơ nguyên gốc thuộc Dự án Blue Book, sau đó được báo cáo của Ủy ban Condon và nhà vật lý khí quyển James E. McDonald đem ra phân tích.
Biến cố bắt đầu tại khu căn cứ RAF Bentwaters ở Suffolk do USAF thuê lại vào tối ngày 13 tháng 8 năm 1956. Đây là một đêm khô ráo, trời quang đãng, theo các nhà quan sát, một số lượng lớn các ngôi sao băng bất thường, liên quan đến mưa sao băng Perseid.
Vào lúc 21 giờ 30 phút, các nhân viên điều khiển radar tại căn cứ theo dõi một mục tiêu, xuất hiện tương tự như một chiếc máy bay quay trở lại bình thường, tiếp cận căn cứ từ mặt biển với tốc độ biểu kiến vài nghìn dặm một giờ. Họ cũng theo dõi một nhóm mục tiêu di chuyển chậm về phía đông bắc hợp nhất thành một mục tiêu rất lớn (gấp nhiều lần sức mạnh của mục tiêu từ máy bay B-36) trước khi di chuyển ra khỏi phạm vi về phía bắc, cũng như tiếp tục một mục tiêu nhanh chóng hơn nữa từ đông sang tây.
Một chiếc máy bay huấn luyện T-33 thuộc Phi đội Tiêm kích Đánh chặn số 512, do các Trung úy Charles Metz và Andrew Rowe cầm lái, dựa theo chỉ dẫn điều tra những liên lạc của radar, nhưng không thấy gì khác thường. Chẳng có hình ảnh trực quan nào về các vật thể được tạo ra từ Bentwaters trong thời kỳ này ngoại trừ một vật thể giống như ngôi sao màu hổ phách duy nhất mà sau đó được xác định là có thể là Sao Hỏa, khi đó nằm thấp ở phía đông nam.
Vào lúc 22 giờ 55 phút, một mục tiêu được phát hiện đang tiếp cận Bentwaters từ phía đông với tốc độ ước tính khoảng 2000–4000 dặm/giờ. Nó mờ dần khỏi thiết bị khi đi qua căn cứ (có thể gợi ý sự lan truyền dị thường bắt nguồn cho mục tiêu này, mặc dù các radar trên mặt đất hầu như luôn có điểm mù trên đầu), xuất hiện trở lại ở phía tây. Tuy nhiên, khi nó bay qua phía trên, một luồng ánh sáng trắng chuyển động nhanh chóng được giới chức không quân quan sát từ trên mặt đất, trong khi phi công của chiếc C-47 ở độ cao 4000 feet trên Bentwaters báo cáo rằng một đốm sáng tương tự đã vọt qua bên dưới máy bay của anh ta. Tại thời điểm này, Bentwaters đã báo động cho căn cứ Lakenheath của RAF do Mỹ thuê lại, cách 40 dặm về phía tây bắc, nhằm tìm kiếm các mục tiêu này. Nhân viên mặt đất tại Lakenheath tận mắt chứng kiến một số vật thể phát sáng, trong đó có hai vật thể lại gần họ đã thực hiện một sự thay đổi rõ ràng theo chiều hướng và có vẻ như hợp nhất trước khi rời đi. Kích thước góc của những vật thể này được đem ra so sánh với kích cỡ của một quả bóng gôn ở độ dài sải tay, và chúng được cho là sẽ nhỏ lại đến còn một điểm khi di chuyển ra xa, kiểu quan sát này dường như loại trừ tia sáng hay sao băng.
Giai đoạn cuối cùng của vụ việc được Trung sĩ kỹ thuật Forrest Perkins, Giám sát viên của Trung tâm Kiểm soát Không lưu Radar Lakenheath, mô tả một số chi tiết và là người đã viết thư trực tiếp gửi cho Ủy ban Condon vào năm 1968. Perkins cho biết hai chiếc máy bay tiêm kích đánh chặn De Havilland Venom của RAF đã cất cánh và hướng tới một mục tiêu radar ở gần Lakenheath. Phi công của chiếc Venom đầu tiên bắt được liên lạc, nhưng sau đó phát hiện ra rằng mục tiêu di chuyển phía sau anh ta và đuổi theo máy bay trong khoảng thời gian kéo dài tới 10 phút dù mục tiêu thứ hai đã có hành động né tránh dữ dội; Perkins mô tả viên phi công trông "hoảng hốt, phấn khích và cũng khá sợ hãi". Chiếc Venom thứ hai buộc phải quay trở lại trạm do gặp phải sự cố động cơ; Perkins nói rằng mục tiêu vẫn còn trên màn hình của họ trong một khoảng thời gian ngắn trước khi rời đi theo hướng bắc.

## Ủy ban Condon vào cuộc

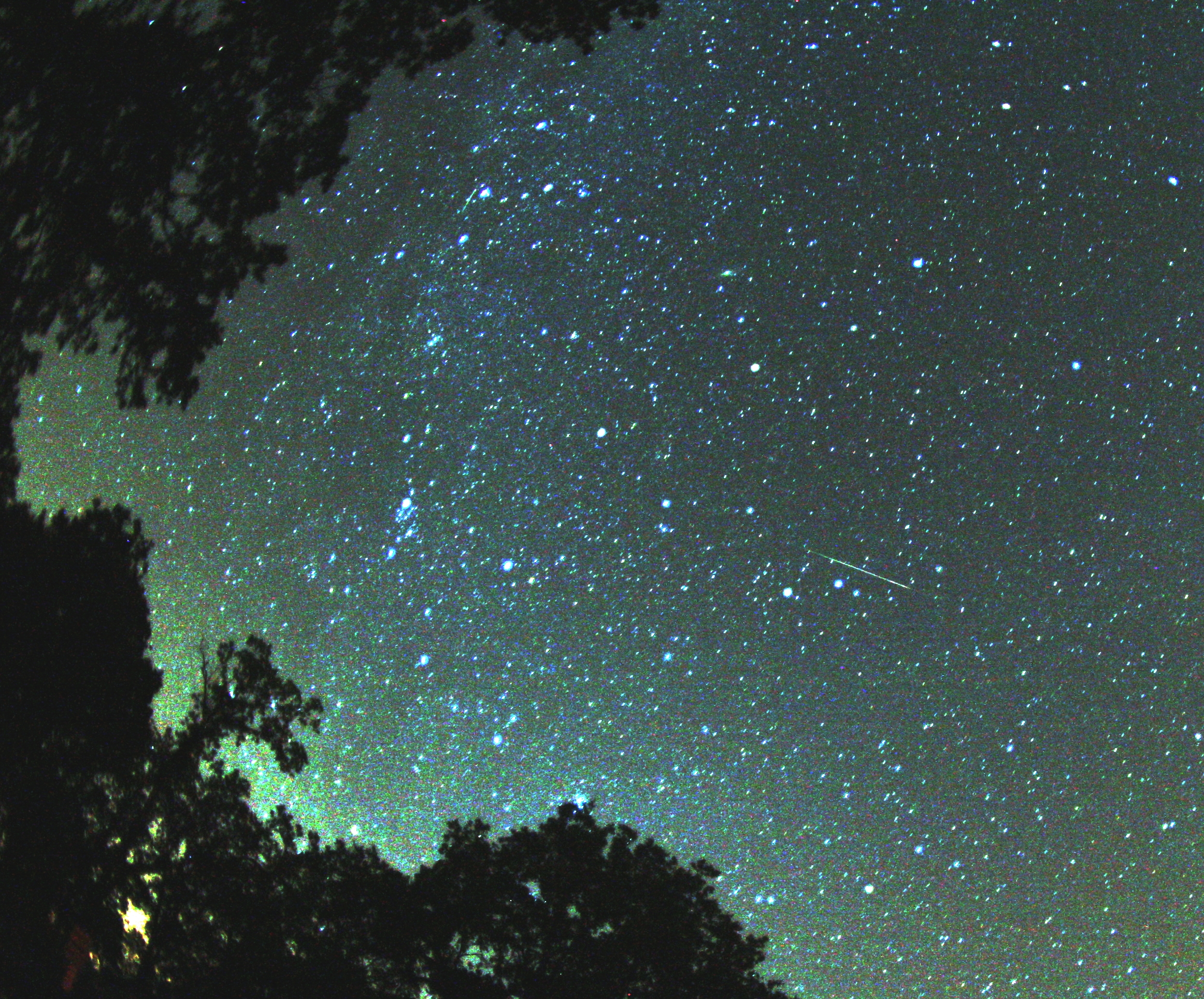
Sao băng Perseid

Ủy ban Condon đã đưa vụ việc vào phân tích của mình phần lớn là để phản hồi lại lá thư của Perkins. Ngoài hồ sơ Blue Book ra, ủy ban có thể nhận được một thông điệp từ máy điện báo ghi chữ được giải mật, truyền tải ba ngày sau khi sự cố xảy ra, từ Nhóm Căn cứ Không quân 3910 đến Bộ Tư lệnh Phòng không tại Căn cứ Không quân Ent; mô tả của thông điệp từ máy điện báo ghi chữ về sự kiện này, bao gồm cả màn 'rượt đuổi', phần lớn đều đồng ý với lời mô tả của Perkins.
Dựa trên thông tin có được, nhà nghiên cứu của Ủy ban (Thayer) cảm thấy rằng dù cho khả năng xảy ra hiện tượng lan truyền dị thường, nhưng việc thiếu đi các mục tiêu khác trên thiết bị radar vào thời điểm đó khiến điều đó khó xảy ra hơn. Tập trung vào giai đoạn sau của sự kiện này ở Lakenheath, ông đã đưa ra kết luận đáng chú ý rằng "đây là trường hợp khó hiểu và bất thường nhất trong các tập hồ sơ hình ảnh radar. Hành vi có vẻ hợp lý, thông minh của UFO cho thấy một loại thiết bị máy móc không rõ nguồn gốc là lời giải thích khả dĩ nhất cho vụ chứng kiến này".
Thế nhưng nhà báo hàng không và người hoài nghi về UFO Philip J. Klass kết luận rằng sự kiện này có thể được giải thích là do sự kết hợp giữa việc quay lại sai lệch của radar và nhầm lẫn về thiên thạch thuộc dòng Perseid.

## Lời kể của các nhân chứng
Có rất ít thông tin về trường hợp này cho đến cuối những năm 1970, khi một bài báo đăng trên tờ Daily Express, và kế tiếp là bài viết của nhà thiên văn Ian Ridpath trên tờ Sunday Times, đưa ra thêm các nhân chứng. Trung úy phi công Freddie Wimbledon đã viết cho tờ Sunday Times vào ngày 19 tháng 3 năm 1978 phản bác tuyên bố của Ridpath rằng sự kiện này được Klass giải thích một cách hữu ích.
Wimbledon là nhân viên điều khiển radar làm nhiệm vụ tại căn cứ Neatishead của RAF vào thời điểm bắt gặp vật thể lạ này. Trong khi lời kể của anh ta về các sự kiện đồng ý với Perkins ở một số chi tiết, bao gồm cả sự mô tả về việc chiếc máy bay dường như đang bị đối tượng truy đuổi, anh ta nói rằng thực tế là nhóm của mình đã chỉ đạo hai chiếc Venom đánh chặn và các nhân viên người Mỹ tại Lakenheath sẽ chỉ đơn thuần là 'lắng nghe'. Wimbledon không đồng ý với phân tích của Klass, nhớ lại biến cố này có liên quan đến việc radar hoạt động trở lại chắc chắn được theo dõi từ ba nhóm trên mặt đất và một trong máy bay đánh chặn.
Mối quan tâm tương tự của báo chí năm 1978 về sự kiện này cũng gợi ra một bức thư từ John Killock gửi đến tờ Daily Express mà anh ta cho biết, đã nhìn thấy, vào tháng 8 năm 1956, cả hai luồng ánh sáng trắng di chuyển nhanh chóng duy nhất tại Ely, cùng với Venom, và tiếp theo sau là một nhóm đèn màu hổ phách kỳ lạ.

## Nghiên cứu gần đây
Bốn nhà nghiên cứu Fortean người Anh gồm Tiến sĩ David Clarke, Andy Roberts, Martin Shough và Jenny Randles đã thực hiện một nghiên cứu chỉ ra rằng sự kiện này trông phức tạp hơn nhiều so với đề xuất từ Báo cáo của Condon.
Đáng chú ý nhất, phi hành đoàn ban đầu liên quan đến vụ việc gồm các Sĩ quan phi công David Chambers và John Brady từ chiếc máy bay đầu tiên và các sĩ quan phi công Ian Fraser-Ker và Ivan Logan từ chiếc thứ hai đều được định vị và phỏng vấn. Số phi hành đoàn liên quan đều bay cùng Phi đội 23 từ căn cứ Waterbeach của RAF và bị xáo trộn vào lúc 2 giờ và 2 giờ 40 phút ngày 14 tháng 8 – khoảng hai tiếng đồng hồ sau khi Wimbledon và Perkins tuyên bố vụ đánh chặn đã xảy ra.
Trái ngược với các báo cáo được đưa ra trong tin nhắn máy điện báo ghi chữ mật ban đầu và từ lời kể của cả Wimbledon và Perkins, phi hành đoàn đều cho biết rằng các liên lạc radar thu được trông không mấy ấn tượng và chẳng có 'cuộc đuổi theo đuôi' nào hoặc xảy ra hành động trên một phần của mục tiêu. Họ cũng khẳng định không có liên hệ trực quan nào được thực hiện. Phi công đầu tiên, Chambers, nhận xét rằng "cảm giác của tôi là chẳng có gì ở đấy cả, kiểu như một sai lầm nào đó", trong khi Ivan Logan, phi công điều hướng thứ hai của Venom, nói rằng "tất cả những gì chúng tôi nhìn thấy chỉ là một đốm sáng cho thấy một mục tiêu vừa đứng yên". Vào thời điểm đó, Phi đội 23 quyết định rằng nếu có việc liên lạc qua radar chỉ được phép làm với khinh khí cầu thời tiết.
Để thêm vào tính chất mâu thuẫn của những lời tường thuật được thu thập, một phi hành đoàn khác của Venom đã truy tìm kẻ cất cánh trước đó nhiều lần vào buổi tối. Các vị sĩ quan phi công Leslie Arthur và Grahame Scofield không được thông báo về bản chất mục tiêu của họ và buộc phải quay trở lại căn cứ sau khi thùng nhiên liệu ở đầu cánh của máy bay bị trục trặc; Scofield nhớ lại đã nghe liên lạc vô tuyến của những viên phi công lái máy bay đánh chặn khi quay lại Waterbeach vào buổi tối sau đó. Lời tường thuật của Scofield về việc nghe lén đường truyền vô tuyến đồng ý, một cách khó hiểu, với những lời mô tả của Wimbledon và Perkins, mặc dù anh ta cảm thấy có thể xác định thành viên phi hành đoàn là Chambers / Brady và Fraser-Ker / Logan. Thời gian và đường bay của Scofield được xác định là một trong những yếu tố có thể giải thích một cách thuyết phục việc một người dân thường tên là Killock nhìn thấy Venom ở Ely tưởng lầm là luồng ánh sáng dị thường.
Nghiên cứu mới cũng tiết lộ rằng Sĩ quan Chỉ huy của Phi đội 23, Chỉ huy Phi đội (sau này là Thiếu tướng Không quân) A. N. Davis, cũng được chuyển hướng để điều tra radar hoạt động trở lại trong khi lái Venom khởi hành từ căn cứ Coltishall của RAF. Vì vụ đánh chặn sẽ xảy ra cùng lúc với Wimbledon và Perkins mô tả, nên có ý kiến cho rằng Davis và một phi công khác là hai người được mô tả trong câu chuyện của họ.